# Borgo d'Anaunia
Borgo d'Anaunia är en kommun i provinsen Trento i regionen Trentino-Sydtyrolen i Italien. Kommunen hade 2 511 invånare (2022)
Kommunen Borgo d'Anaunia bildades den 1 januari 2020 genom en sammanslagning av de tidigare kommunerna Castelfondo, Fondo och Malosco.